# Nocny pociąg z mięsem
Nocny pociąg z mięsem (tytuł oryg. The Midnight Meat Train, 2008) – amerykański film fabularny (horror kryminalny) wyreżyserowany przez Ryūheia Kitamurę, powstały na podstawie opowiadania Clive’a Barkera pod tym samym tytułem z 1984 roku.

## Opis fabuły
Początek filmu wprowadza widza w świat wielkomiejskiego metra, którym rządzi anonimowy mężczyzna – rzeźnik, prześladujący ostatnich pasażerów, mordujący ich nocą przy użyciu młota do mięsa i rzeźniczego haka.
Następnie wprowadzony zostaje wątek głównego bohatera, fotografa Leona Kauffmana. Inspiracją dla jego sztuki jest ulica; zdjęcia tworzone właśnie na niej w zamyśle fotografa przepełnione są emocjami i prawdą. Dziewczyna Leona, Maya, pracuje jako kelnerka w miejscowym barze. Pewnej nocy, przemierzając miasto, artysta ratuje z opresji młodą kobietę, terroryzowaną przez bandę zbirów. Następnego dnia dowiaduje się, iż owa kobieta – w istocie światowej sławy modelka – minionego wieczoru zaginęła, a Leon był ostatnią osobą, która ją widziała. Niedługo później uwagę Leona przykuwa podejrzanie zachowujący się mężczyzna. Decyduje się on na wszczęcie cichego śledztwa w jego sprawie.

## Produkcja
Pierwotnie na stołku reżyserskim zasiąść miał Patrick Tatopoulos, scenograf i spec od efektów specjalnych, który realizację filmu chciał rozpocząć w roku 2005 w Nowym Jorku i Montrealu. Został jednak zastąpiony przez Ryūheia Kitamurę, który w 2004 roku wsławił się reżyserią filmu Godzilla: Ostatnia wojna. Zrezygnowano wówczas z idei realizacji projektu w Nowym Jorku, by obniżyć koszty, a za lokacje atelierowe obrano Los Angeles – w tym w dużej mierze tereny miejscowego metra. Generalne zdjęcia do filmu rozpoczęto 17 marca 2007 roku.

## Obsada
- Bradley Cooper – Leon Kauffman
- Vinnie Jones – Mahogany
- Leslie Bibb – Maya Jones
- Brooke Shields – Susan Hoff
- Roger Bart – Jurgis
- Ted Raimi – Randle Cooper
- Peter Jacobson – Otto
- Barbara Eve Harris – detektyw Lynn Hadley
- Tony Curran – kierowca
- Dan Callahan – Troy Taleveski
- Quinton Jackson – Anioł Stróż
- Earl Carroll – Jack Franks
- Nori Satō – Erika Sakaki
- Stephanie Mace – Leigh Cooper
- Allen Maldonado – przywódca chuliganów
- Chris LaCentra – kreatura

## Opinie
W Polsce film spotkał się ze skrajnie różnym odbiorem. Na jego temat pojawiały się opinie bardziej lub zdecydowanie mniej przychylne. Poza granicami Polski, w szczególności w Stanach Zjednoczonych, reżyser Ryūhei Kitamura za realizację Nocnego pociągu z mięsem został pochwalony, szczególnie w pochwałach dominował internetowy serwis informacyjny IGN.com.

Miejska legenda o rzeźniku, który otwiera w metrze kanibalistyczną jatkę, znalazła idealnego popularyzatora w osobie reżysera Ryūheia Kitamury. (...) Problem fatalnej gry aktorów pojawiający się przy wielu produkcjach z gatunku gore nie dotyczy Nocnego pociągu z mięsem. Kitamura świetnie poprowadził swoich artystów. (...) Sceny, z których słyną filmy gore, są w przypadku Nocnego pociągu z mięsem niezbyt częste, a przy tym przyjemnie kiczowate. (...)

(...) Zbiór filmowców z różnych zakątków świata stworzył mieszankę wybuchową, którą z upływającym czasem można nazwać niewypałem. (...) Fabuła bardzo przewidywalna, co nie jest niczym dziwnym w amerykańskich produkcjach. Wyłącznie koniec zasługuje na drobne uznanie, chociaż przy wnikliwej analizie może się wydać bezsensowny i pełen wielu niewiadomych. Jedyną jasną stroną Nocnego pociągu z mięsem paradoksalnie jest jej najciemniejszy element, czyli odtwórca roli rzeźnika-zabójcy. Vinnie Jones kolejny raz otrzymał rolę niemą w filmie. (...) Tak specyficzna kreacja zmusza aktora do jeszcze większego wysiłku, by językiem ciała, mimiką przekazać widzom ukryty dialog granego przez siebie bohatera. Jest to wyzwanie, któremu nie każdy podoła, ale na szczęście Jonesowi się to udało. Reszta aktorów zagrała na miarę możliwości, udowadniając tym swoją drugorzędność.

## Ścieżka dźwiękowa
Ścieżką dźwiękową do filmu zajęła się wytwórnia Lakeshore Records. Na soundtracku znalazły się utwory takich zespołów jak Apocalyptica, Aru (wywodzącego się z Los Angeles), Iconcrash, Breaking the Jar czy Blind Divine. Album, wyprodukowany i zremiksowany przez Justina Lassena, wydano 22 lipca 2007 roku.
Lista utworów:
1. „Strange, Strange Dark Star” – Iconcrash
2. „Whenever We Come Back” – Breaking the Jar
3. „Blue Hands” – Manakin Moon
4. „Today’s Remains” – Three Dot Revelation
5. „S.O.S. (Anything But Love)” – Apocalyptica
6. „Dismemberment Express” – SLVTN
7. „Recluse” – Alu
8. „Leon’s Obsession” – Robert Williamson/Johannes Kobilke
9. „Great Big Sleep” – Second Coming
10. „Briton Load” – Illusion of Order
11. „Nacatl” – Gerard K. Marino/Jason Hayes
12. „Scabs” – Penetrator
13. „The Human Condition” – Digital Dirt Heads
14. „End Credits” – Robert Williamson/Johannes Kobilke

## Nagrody
- Fant-Asia Film Festival, 2008:
  - nagroda dla najlepszego europejskiego/północno-południowoamerykańskiego filmu – 3. miejsce
- Gérardmer Film Festival, 2009:
  - Audience Award dla Ryūheia Kitamury
  - SCI FI Jury Award dla Ryūheia Kitamury